# جون ديكسون (فنان قصص مصورة)
جون ديكسون (بالإنجليزية: John Dixon)‏ هو فنان قصص مصورة أسترالي، ولد في 20 فبراير 1929 في نيوكاسل في أستراليا، وتوفي في 7 مايو 2015 في مقاطعة سان دييغو في الولايات المتحدة بسبب سكتة.